# بيزو

البلدان التي تستخدم حاليًا عملة تسمى البيزو البلدان التي استخدمت عملة تسمى البيزو.

البيزو ( علامة البيزو "$") هو الوحدة النقدية في المستعمرات الإسبانية السابقة، عُرف البيزو الفضي أيضًا بالدولار الإسباني أو قطعة الثمانية، وكان عملة تجارية دولية مستخدمة على نطاق واسع من القرن السادس عشر إلى القرن التاسع عشر.

## التاريخ
في أمريكا الإسبانية، صِيغ لأول مرة عملة فضية تسمى الوزن، أي ما يعادل 8 ريالات في عام 1536. كان وزنها 27 جرامًا (أونصة واحدة) ويعني أن 92% من الوزن فضة نقية، تم تداولها على نطاق واسع منذ القرن السادس عشر، ليس فقط في أمريكا الإسبانية، ولكن أيضًا في المستعمرات الأوروبية للقارة، ومنذ عام 1536 تم سَك البيزو في أمريكا اللاتينية، بأمر من التاج الإسباني.
كان البيزو الإسباني أيضًا العملة القانونية في الولايات المتحدة من عام 1785 إلى عام 1857، حيث كان يُعرف عادةً باسم الدولار الإسباني. لهذا السبب، فإن رمز $ للبيزو الإسباني هو أيضًا رمز الدولار الأمريكي.

## البلدان التي تستخدم البيزو حالياً
| البلدان            | العملة         | كود الأيزو 4217 |
| ------------------ | -------------- | --------------- |
| الأوروغواي         | بيزو أوروغواي  | UYU             |
| الأرجنتين          | بيزو أرجنتيني  | ARS             |
| تشيلي              | بيزو تشيلي     | CLP             |
| المكسيك            | بيزو مكسيكي    | MXN             |
| الفلبين            | بيزو فليبيني   | PHP             |
| جمهورية الدومنيكان | بيزو دومنيكاني | DOP             |
| كوبا               | بيزو كوبي      | CUP             |
| كولومبيا           | بيزو كولومبي   | CLP             |

## الدول السابقة التي كانت تستخدم البيزو
| البلدان          | وحل محله         | عام التخلي عن البيزو |
| ---------------- | ---------------- | -------------------- |
| بوليفيا          | بوليفاريو بوليفي | 1864                 |
| كوستاريكا        | كولون كوستاريكي  | 1896                 |
| الإكوادور        | دولار أمريكي     | 1884                 |
| السلفادور        | كولون سلفادوري   | 1892                 |
| غينيا الإستوائية | فرنك وسط إفريقي  | 1975                 |
| غواتيمالا        | كتزال غواتيمالي  | 1925                 |
| غينيا بيساو      | فرنك غرب أفريقي  | 1997                 |
| هندوراس          | لمبيرة هندوراسية | 1931                 |
| نيكاراغوا        | كوردبا نيكاراغوا | 1912                 |
| باراغواي         | غواراني باراغواي | 1943                 |
| بيرو             | سول بيروي جديد   | 1863                 |
| بورتوريكو        | دولار أمريكي     | 1900                 |
| إسبانيا          | بيزيتا إسبانية   | 1869                 |
| فنزويلا          | بوليفار فنزويلي  | 2002                 |